# Philippe Lejeune

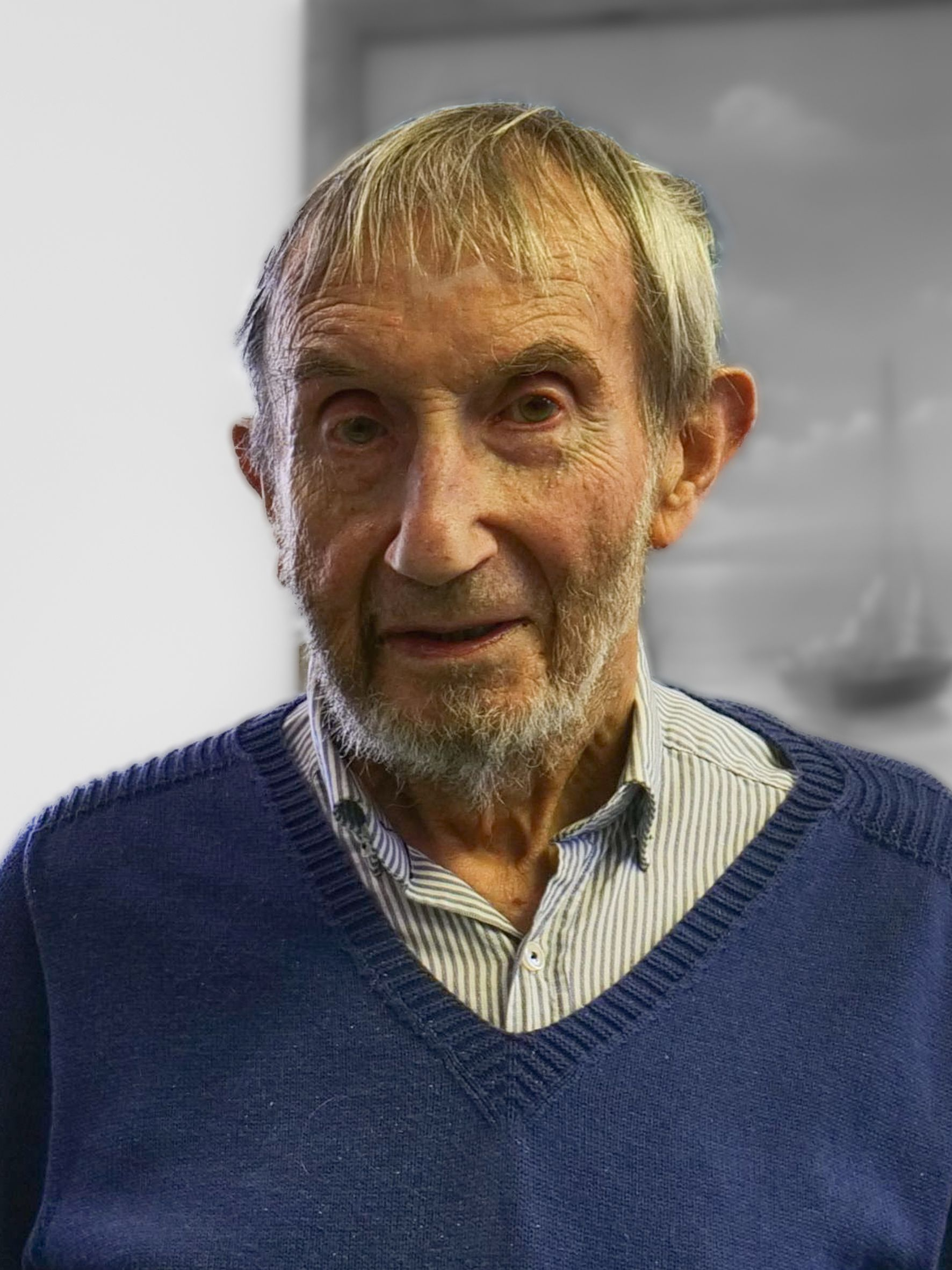
Philippe Lejeune

Philippe Lejeune (ur. w 1938) – profesor Uniwersytetu Paris-Nord (Villetaneuse). Znawca pisarstwa autobiograficznego oraz diarystyki.
Współzałożyciel francuskiego Stowarzyszenia Na Rzecz Autobiografii i Dziedzictwa Autobiograficznego (fr. Association pour l'autobiographie et le patrimoine autobiographique).  Autor koncepcji paktu autobiograficznego. Prowadzi badania z pogranicza literaturoznawstwa i antropologii kulturowej. Członek Collegium Invisibile.

## Publikacje
- Wariacje na temat pewnego paktu. O autobiografii (wybór tekstów, wyd. pol. 2001)
- "Drogi zeszycie...", "drogi ekranie...". O dziennikach osobistych (wybór tekstów, Wydawnictwa Uniwersytetu Warszawskiego, 2011)
- L'Autobiographie en France (1971)
- Le Pacte autobiographique (1975)
- Je est un autre. L'autobiographie de la littérature aux médias (1980)
- Moi aussi (1986)
- La Pratique du journal personnel (1990)
- Le Moi des demoiselles. Enquête sur le journal de jeune fille. (1993)
- Pour l'autobiographie (1998)
- « Cher écran... » : Journal personnel, ordinateur, Internet (2000)
- Signes de vie (Le pacte autobiographique, 2) (2005)
- Le journal intime : histoire et anthologie (2006)